# Exopolissacarídeos

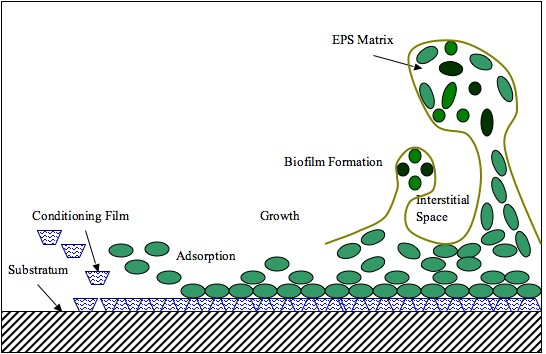
Formação de biofilme a partir de matriz extracelular de polissacarídeos

Exopolissacarídeos (EPS), também chamados de glicanos, podem ser caracterizados como macromoléculas naturais encontradas em todos organismos vivos. Os exopolissacarídeos constituem uma classe de compostos abundantes e essenciais para a biosfera, sendo principalmente representados pela celulose e amido nas plantas e glicogênio nos animais.
Estes compostos são definidos como polissacarídeos extracelulares, com estruturas químicas e propriedades físicas altamente variáveis. Os EPS são produzidos por determinadas espécies de fungos e bactérias, sendo que estes podem ser encontrados ligados à superfície celular ou excretados para o meio extracelular na forma de limo.

## Função
Os exopolissacarídeos podem atuar como agentes de viscosidade, emulsificantes, geleificantes ou estabilizantes em diversos tipos de produtos, sendo particularmente muito utilizados na produção de leite fermentado.
Existe ainda um interesse da indústria na aplicação dos exopolissacarídeos na biorremediação de resíduos industriais contendo metais pesados, devido a sua capacidade de sequestrar cátions metálicos.
Outra função dos EPS envolve a interação com determinadas espécies vegetais, auxiliando na sobrevivência das plantas em situações que envolvem estresse ambiental, como estresse hídrico, salino e variações de temperatura.
Os exopolissacarídeos também atuam na composição de biofilmes. Os biofilmes podem ser definidos como uma associação de bactérias e fungos, que fixam-se a superfícies, bióticas ou abióticas, incluídas em matriz extracelular complexa de substâncias poliméricas.

## Biofilme
Os EPS constituem entre 50% a 90% do biofilme microbiano e portanto são considerados componentes importantes na determinação de sua estrutura e integridade funcional, conferindo aspecto de gel, alta hidratação e formação de canais responsáveis pela imobilização dos microrganismos.
Grande parte das variantes químicas de exopolissacarídeos apresenta propriedades higroscópicas, de modo que a partir de sua hidratação, a interação entre células e matriz de biofilme se torna mais íntima nos âmbito físico-espacial e de colonização do ambiente. A matriz hidratada permite comunicação bioquímica entre indivíduos, assim como troca de material genético. Além disso, enzimas extracelulares são aprisionadas no entorno das células em questão, permitindo a formação de um sistema digestório externo e o estabelecimento de possíveis relações sinérgicas entre diferentes espécies presentes no biofilme.
Em determinados casos, o EPS age como sequestrante de cátions, metais e toxinas, o que confere proteção contra radiação ultravioleta, alterações de pH, dessecação e choque osmótico no biofilme.  A densidade de exopolissacarídeos também contribui para proteção contra agentes esterilizantes químicos e detergentes.